# Elaeodendron cowanii
Elaeodendron cowanii är en benvedsväxtart som beskrevs av Henri Perrier de la Bâthie. Elaeodendron cowanii ingår i släktet Elaeodendron och familjen Celastraceae. Inga underarter finns listade.